# Yuji Ono
Yuji Ono (小野 裕二 Ono Yūji?, Kanagawa, 22 de diciembre de 1992) es un futbolista japonés que juega como delantero en el Albirex Niigata de la J1 League.

## Trayectoria

### Clubes
| Club                | País    | Año       |
| ------------------- | ------- | --------- |
| Yokohama F. Marinos | Japón   | 2010-2012 |
| Standard de Lieja   | Bélgica | 2012-2015 |
| Sint-Truidense      | Bélgica | 2015-2017 |
| Sagan Tosu          | Japón   | 2017-2019 |
| Gamba Osaka         | Japón   | 2020-2021 |
| Sagan Tosu          | Japón   | 2022-2023 |
| Albirex Niigata     | Japón   | 2024-     |